# Hobelmaschine

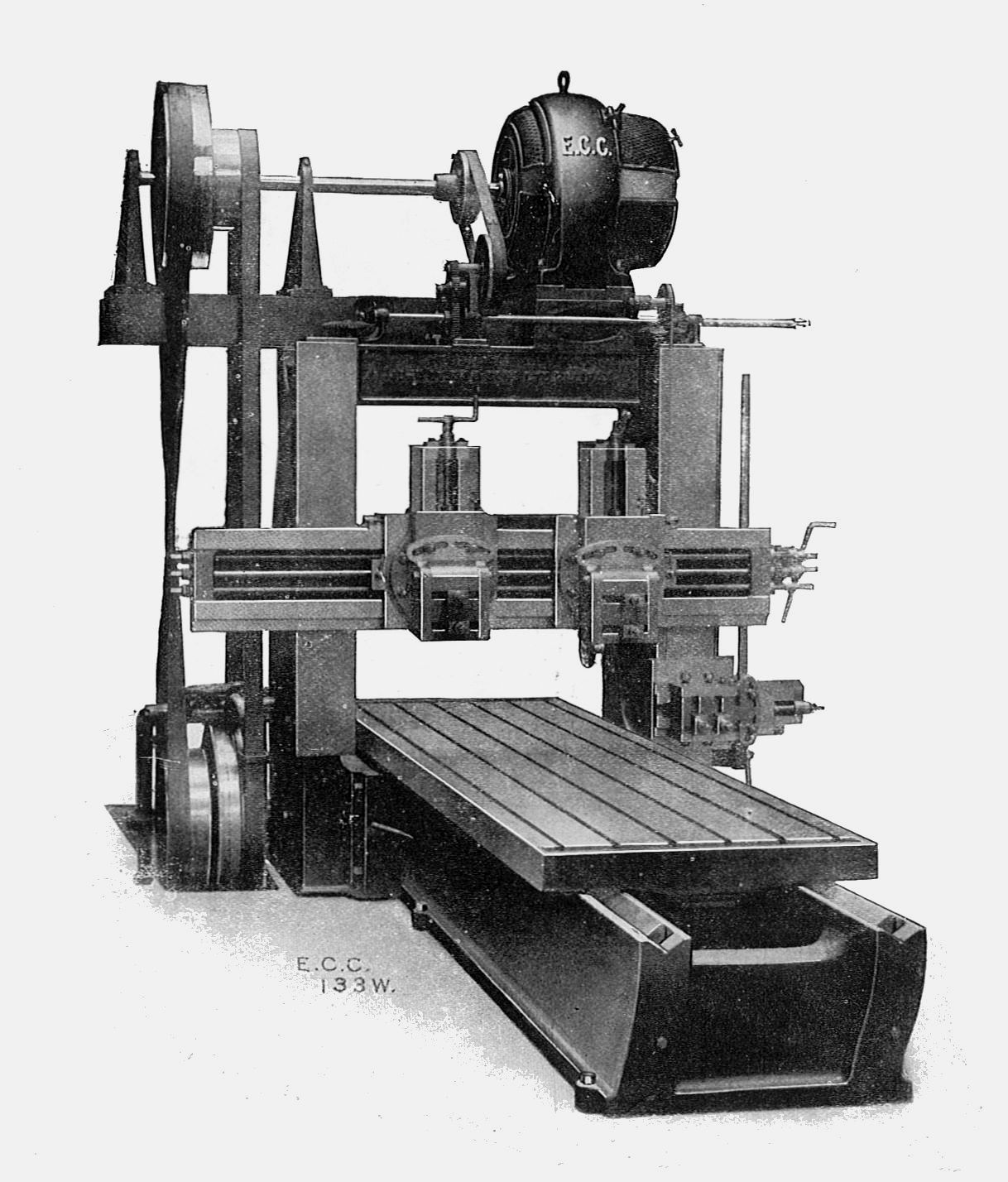
Portal-Hobelmaschine für die Metallbearbeitung

Hobelmaschinen werden sowohl bei der Holz- als auch bei der Metallbearbeitung spanabhebend eingesetzt.

## Metallbearbeitung
In der Metallbearbeitung werden durch Hobeln ebene oder gekrümmte Flächen erzeugt. Als Werkzeuge werden Hobelmeißel eingesetzt. Im Gegensatz zu den Stoßmaschinen vollzieht das Werkstück statt des Meißels die Schnittbewegung. Dadurch können auch lange Schnitte erreicht werden. Nachteil ist der große Leistungsbedarf, der durch die Umkehrbeschleunigungen der Tisch- und Werkstückmasse und das Zurückführen des Werkstücks, den Leerhub, bedingt ist. Diese Art der Bearbeitung ist unwirtschaftlicher als andere und wird zunehmend von diesen Verfahren – meistens durch das Fräsen – verdrängt. Außerdem ist die oszillierende Bewegung des Werkstückschlittens antriebstechnisch aufwändiger.

## Holzbearbeitung
Zur Holzbearbeitung gibt es verschiedene Hobelmaschinen, mit denen fast ausnahmslos Massivholz bearbeitet wird:
- die Abrichthobelmaschine zum Ebenen und Glätten von sägerauhen Brettern und Kanteln (Abrichten), Erzeugen von Winkelkanten und Fügen von Kanteln für Breitenverleimungen
- die Dickenhobelmaschine zum Hobeln der abgerichteten Werkstücke auf die gewünschte Dicke
- die Mehrseitenhobelmaschinen mit der gleichzeitig vier Seiten eines Werkstückes bearbeitet werden können, teilweise auch mit Profilen
- die Handhobelmaschine